# McDonald's Open

Da sinistra: il commissioner dell'NBA, David Stern, il coach dei Denver Nuggets, Doug Moe, il dirigente della FIBA, Borislav Stanković, e l'ala dei Nuggets, Alex English, posano con il trofeo dei McDonald's Open 1989 a Roma.

Il McDonald's Open fu un torneo di pallacanestro sponsorizzato dalla McDonald's e ideato dai manager della FIBA e della NBA nel 1986 per promuovere il basket nel mondo e per consentire un avvicinamento tra i professionisti statunitensi e i giocatori europei.

## Storia

Una fase di gioco di Varese-San Antonio Spurs, disputata a Milano durante l'edizione 1999

Il primo torneo ebbe luogo nel 1987 a Milwaukee: vi parteciparono la locale squadra facente parte dell'NBA, Milwaukee Bucks (allora una delle 4 o 5 migliori formazioni della Lega), l'Olimpia Milano (in qualità di Campione d'Europa per club) e la Nazionale Sovietica, plurivincitrice del titolo continentale per nazioni.
Il torneo si allargò come numero di partecipanti sino a comprendere anche club sudamericani e asiatici e ad ospitare infine solo i vari campioni continentali, una sorta di Coppa Mondiale per club; dall'edizione del 1995 di Londra parteciparono i campioni dell'NBA, mentre precedentemente vi partecipavano comunque squadre di ottimo livello.
La cadenza da annuale divenne biennale dal 1991 e l'ultima edizione venne giocata nel 1999 a Milano, presso il Forum di Assago. L'edizione del 2001 non vide mai la luce per il ritiro da parte dello sponsor dei finanziamenti.

## Albo d'oro
| Anno | Squadra           | Note                                                                                              |
| ---- | ----------------- | ------------------------------------------------------------------------------------------------- |
| 1987 | Milwaukee Bucks   | 5º Campionato N.B.A. 1986-1987 - 3° Eastern Conference 1986-1987 - 3ª Central Division 1986-1987  |
| 1988 | Boston Celtics    | 4º Campionato N.B.A. 1987-1988 - 2° Eastern Conference 1987-1988 - 1ª Atlantic Division 1987-1988 |
| 1989 | Denver Nuggets    | 12º Campionato N.B.A. 1988-1989 - 5° Western Conference 1988-1989 - 3ª Midwest Division 1988-1989 |
| 1990 | N.Y. Knicks       | 6º Campionato N.B.A. 1989-1990 - 3° Eastern Conference 1989-1990 - 3ª Atlantic Division 1989-1990 |
| 1991 | L.A. Lakers       | 2º Campionato N.B.A. 1990-1991 - 1° Western Conference 1990-1991 - 2ª Pacific Division 1990-1991  |
| 1993 | Phoenix Suns      | 2º Campionato N.B.A. 1992-1993 - 1° Western Conference 1992-1993 - 1ª Pacific Division 1992-1993  |
| 1995 | Houston Rockets   | 1º Campionato N.B.A. 1994-1995 - 1° Western Conference 1994-1995 - 3ª Midwest Division 1994-1995  |
| 1997 | Chicago Bulls     | 1º Campionato N.B.A. 1996-1997 - 1° Eastern Conference 1996-1997 - 1ª Central Division 1996-1997  |
| 1999 | San Antonio Spurs | 1º Campionato N.B.A. 1999 - 1° Western Conference 1999 - 1ª Midwest Division 1999                 |

## Edizioni

### 1987
- Sede: The Mecca, Milwaukee (USA)

| - Partite: - 23 ottobre: Milwaukee Bucks - Olimpia Milano 123-111 - 24 ottobre: Unione Sovietica - Olimpia Milano 135-108 - 25 ottobre: Milwaukee Bucks - Unione Sovietica 127-100 |  | - Classifica: - 1º: Milwaukee Bucks - 2º: Unione Sovietica - 3º: Olimpia Milano |

- MVP: Terry Cummings (Milwaukee Bucks)
- Miglior Marcatore: Bob McAdoo (Olimpia Milano)

### 1988
- Sede: Palacio de los Deportes, Madrid (Spagna)

| - Partite: - 21 ottobre: Real Madrid - V.L. Pesaro 108-96 - 21 ottobre: Boston Celtics - Jugoslavia 113-85 - 23 ottobre: Jugoslavia - V.L. Pesaro 100-91 - 24 ottobre: Boston Celtics - Real Madrid 111-96 |  | - Classifica: - 1º: Boston Celtics - 2º: Real Madrid - 3º: Jugoslavia - 4º: V.L. Pesaro |

- MVP: Larry Bird (Boston Celtics)
- Miglior Marcatore: Drazen Petrovic (Real Madrid), Larry Bird (Boston Celtics) (ex aequo)

### 1989
- Sede: PalaLottomatica, Roma (Italia)

| - Partite: - 20 ottobre: Denver Nuggets - Barcellona 137-103 - 20 ottobre: KK Spalato - Olimpia Milano 102-97 - 22 ottobre: Olimpia Milano - Barcellona 136-104 - 22 ottobre: Denver Nuggets - KK Spalato 135-129 |  | - Classifica: - 1º: Denver Nuggets - 2º: KK Spalato - 3º: Olimpia Milano - 4º: Barcellona |

- MVP: Walter Davis (Denver Nuggets)
- Miglior Marcatore: Bob McAdoo (Olimpia Milano) (2)

### 1990
- Sede: Palau Sant Jordi, Barcellona (Spagna)

| - Partite: - 11 ottobre: New York Knicks - V.L. Pesaro 119-115 - 11 ottobre: KK Spalato - Barcellona 102-97 - 13 ottobre: Barcellona - V.L. Pesaro 106-105 - 13 ottobre: New York Knicks - KK Spalato 117-101 |  | - Classifica: - 1º: New York Knicks - 2º: KK Spalato - 3º: Barcellona - 4º: V.L. Pesaro |

- MVP: Patrick Ewing (New York Knicks)
- Miglior Marcatore: Patrick Ewing (New York Knicks)

### 1991
- Sede: Palais Omnisports de Paris-Bercy, Parigi (Francia)

| - Partite: - 18 ottobre: Los Angeles Lakers - CSP Limoges 132-101 - 18 ottobre: Joventut Badalona - KK Spalato 117-86 - 19 ottobre: CSP Limoges - KK Spalato 105-91 - 19 ottobre: Los Angeles Lakers - Joventut Badalona 116-114 |  | - Classifica: - 1º: Los Angeles Lakers - 2º: Joventut Badalona - 3º: CSP Limoges - 4º: KK Spalato |

- MVP: Magic Johnson (Los Angeles Lakers)
- Miglior Marcatore: Jordi Villacampa (Joventut Badalona)

### 1993
- Sede: Olympiahalle, Monaco (Germania)

| - Partite: - 21 ottobre: Virtus Bologna - All Star Francia 129-88 - 21 ottobre: Real Madrid - Bayer Leverkusen 85-75 - 22 ottobre: All-Star Francia - Bayer Leverkusen 104-97 - 22 ottobre: Phoenix Suns - Real Madrid 145-115 - 22 ottobre: Virtus Bologna - CSP Limoges 101-85 - 23 ottobre: Real Madrid - CSP Limoges 123-119 - 23 ottobre: Phoenix Suns - Virtus Bologna 112-90 |  | - Classifica: - 1º: Phoenix Suns - 2º: Virtus Bologna - 3º: Real Madrid - 4º: CSP Limoges - 5º: All-Star Francia - 6º: Bayer Leverkusen |

- MVP: Charles Barkley (Phoenix Suns)
- Miglior Marcatore: Joe Arlauckas (Real Madrid)

### 1995
- Sede: London Arena Docklands, Londra (Inghilterra)

| - Partite: - 19 ottobre: Virtus Bologna - Maccabi Tel Aviv 112-103 - 19 ottobre: Real Madrid - Sheffield Sharks 99-71 - 20 ottobre: Virtus Bologna - Real Madrid 102-96 - 20 ottobre: Houston Rockets - Perth Wildcats 116-72 - 21 ottobre: Maccabi Tel Aviv - Sheffield Sharks 107-89 - 21 ottobre: Perth Wildcats - Real Madrid 93-86 - 21 ottobre: Houston Rockets - Virtus Bologna 126-112 |  | - Classifica: - 1º: Houston Rockets - 2º: Virtus Bologna - 3º: Perth Wildcats - 4º: Real Madrid - 5º: Maccabi Tel Aviv - 6º: Sheffield Sharks |

- MVP: Clyde Drexler (Houston Rockets)
- Miglior Marcatore: Orlando Woolridge (Virtus Bologna)

### 1997
- Sede: Palais Omnisports de Paris-Bercy, Parigi (Francia)

| - Partite: - 16 ottobre: Atenas Córdoba - Pall. Treviso 87-78 - 16 ottobre: PSG Racing - Barcellona 97-84 - 17 ottobre: Olympiakos - Atenas Córdoba 89-86 - 17 ottobre: Chicago Bulls - PSG Racing 89-82 - 18 ottobre: Pall. Treviso - Barcellona 106-103 - 18 ottobre: Atenas Córdoba - PSG Racing 88-78 - 18 ottobre: Chicago Bulls – Olympiakos 104-78 |  | - Classifica: - 1º: Chicago Bulls - 2º: Olympiakos - 3º: Atenas Córdoba - 4º: PSG Racing - 5º: Pall. Treviso - 6º: Barcellona |

- MVP: Michael Jordan (Chicago Bulls)
- Miglior Marcatore: Michael Jordan (Chicago Bulls)

### 1999
- Sede: Forum di Assago, Milano (Italia)

| - Partite: - 14 ottobre: Vasco da Gama - Adelaide 36ers 90-79 - 14 ottobre: Sagesse Beirut - Pallacanestro Varese 88-98 - 15 ottobre: Vasco da Gama - Žalgiris Kaunas 92-86 OT - 15 ottobre: Pall. Varese - San Antonio Spurs 86-96 - 16 ottobre: Adelaide 36ers - Sagesse Beirut 91-84 - 16 ottobre: Pall. Varese - Žalgiris Kaunas 78-97 - 16 ottobre: Vasco da Gama - San Antonio Spurs 68-103 |  | - Classifica: - 1º: San Antonio Spurs - 2º: Vasco da Gama - 3º: Žalgiris Kaunas - 4º: Pall. Varese - 5º: Adelaide 36ers - 6º: Sagesse Beirut |

- MVP: Tim Duncan (San Antonio Spurs)
- Miglior Marcatore: Charles Byrd (Vasco da Gama)